# José Camón Aznar
Pour les articles homonymes, voir Aznar.
José Camón Aznar, né le 5 octobre 1898 à Saragosse (Espagne) et mort le 14 mai 1979  à Madrid, est un universitaire historien, historien de l'art, écrivain et penseur espagnol du XXe siècle.

## Biographie
Licencié en droit de l'université de Saragosse, il n'exerce jamais en tant que juriste. Il termine ces études imposées par son père et commence une licence de philosophie et de lettres, discipline dans laquelle il soutient une thèse. Il enseigne la théorie de la littérature et des arts à l'université de Salamanque en 1924, années pendant lesquelles il est très lié au parti radical et à la personne de Miguel Unamuno, raison pour laquelle il perd son poste à la fin de la guerre civile. En 1939, il est responsable des cours d'histoire de l'art de l'université de Saragosse. En 1942, grâce à l'opposition, il obtient la chaire d'art médiéval de l'université de Madrid dont il devient doyen puis doyen honoraire.  
Il fut membre de l'Académie royale des beaux-arts de San Fernando, de l'Académie royale d'histoire, de l'Académie royale des sciences morales et politiques, membre honoraire de l'Académie royale des beaux-arts de Saragosse et correspondant des beaux-arts pour les instituts des beaux-arts de Lisbonne, Barcelone, et de divers instituts sud américains. Directeur de la fondation du Musée Lazare Galdiano, conseil du Conseil supérieur de la recherche scientifique (CISC), entre autres responsabilités. En 1972, il reçoit la Médaille d'or du mérite des beaux-arts par le Ministère de l'Éducation, de la Culture et des Sports.
Il dirige la Revue des idées esthétiques du CISC et fonde la revue Goya du musée Lazarre Galdiano.
Sa production littéraire est abondante, entre autres œuvres figurent Dieu dans Saint Paul, le roman El pastor Quijótiz, et les tragédies Hitler, Luther, Adrienne, Le Cid, personnage mozarabe, l'être dans l'esprit et Philosophie de l'art.
Ses publications sur l'Art et l'Esthétique comptent entre autres : L'art depuis son essence, le sculpteur Juan de Ancheta, Architecture argentique, architecture et orfèvrerie du XVIe siècle, Peinture médiévale en Espagne, Vélasquez, Peinture espagnole du XVIe siècle, Michel Ange, Peinture espagnole du XVIIe siècle, Juan de Echebarría, Berruguete, Goya, auxquels s'ajoutent un grand nombre d'articles de journaux, catalogues d'exposition, philosophiques et artistiques. Ses critiques d'arts concernent les principaux artistes espagnols contemporains.
Il réalise tout au long de sa vie une très importante collection d'œuvres artistiques et littéraires dont il fait don à l'Aragon via la création du Musée et Institut d'Humanités Camon Aznar, actuellement géré par les fonds sociaux de Ibercaja.